# Barbam vellere mortuo leoni
Barbam vellere mortuo leoni лат. (изговор:барбам велере мортуо леони). Мртвом лаву чупати браду.

## Значење
Показивати храброст над мртвим лавом-немноћним непријатељем! Заробљеног непријатеља треба штити!

## Изрека у српском језику
„Ласно је мртву вуку бројати зубове.“
Вук Стефановић Караџић у „Збирци“ каже: „Мртву се курјаку реп мјери“